# Psaliodes pallida
Psaliodes pallida är en fjärilsart som beskrevs av W. Warren 1904. Psaliodes pallida ingår i släktet Psaliodes och familjen mätare. Inga underarter finns listade i Catalogue of Life.